# Караччоло, Никколо
Никколо Караччоло (итал. Niccolò Caracciolo; 8 ноября 1658, Вилла-Санта-Мария, Неаполитанское королевство — 7 февраля 1728, Капуя, Папская область) — итальянский куриальный кардинал, папский дипломат и доктор обоих прав. Титулярный архиепископ Фессалоник с 10 мая 1700 по 23 апреля 1703. Апостольский нунций в Тоскане с 25 июня 1700 по 14 марта 1703. Архиепископ Капуи с 23 апреля 1703 по 7 февраля 1728. Про-генеральный викарий Рима с 18 декабря 1715 по 6 декабря 1717. Кардинал-священник с 16 декабря 1715, с титулом церкви Санти-Сильвестро-э-Мартино-ай-Монти с 5 февраля 1716 по 7 февраля 1728.